# Lées-Athas
Lées-Athas là một commune tỉnh Pyrénées-Atlantiques, thuộc vùng Nouvelle-Aquitaine, tây nam nước Pháp.